# Hull note
La Hull note, così chiamata dal cognome del Segretario di Stato americano (dal 1933 al 1944) Cordell Hull (1871-1955), fu l'ultima proposta, inviata il 26 novembre 1941 al Giappone dagli Stati Uniti d'America, prima dell'inizio delle ostilità militari fra i due paesi (Seconda guerra mondiale). Essa fu formalmente denominata: Outline of proposed Basis for Agreement Between The United States and Japan (“Schema di una base proposta per l'accordo fra gli Stati Uniti ed il Giappone”).

## Antefatti

### La reazione degli USA agli interventi militari giapponesi
Gli Stati Uniti d'America si erano opposti alla seconda guerra sino-giapponese (1937-1945) ed all'occupazione parziale della Cina da parte delle truppe giapponesi. Per protesta, gli Stati Uniti avevano inviato aiuti al governo della Repubblica Cinese, guidato da Chiang Kai-shek, resi indisponibili i beni dei giapponesi negli Stati Uniti (“congelamento”) ed imposto un embargo sul petrolio e sui minerali destinati al Giappone Il 5 novembre 1941 l'Imperatore Hirohito approvò, durante una riunione imperiale, i piani della Marina imperiale giapponese, redatti dall'ammiraglio Yamamoto e dai suoi collaboratori, per l'attacco alla base americana di Pearl Harbor.

### Le proposte giapponesi
Nello stesso tempo tuttavia il suo governo tentava un ultimo sforzo per giungere ad una soluzione diplomatica della controversia con gli Stati Uniti. L'ambasciatore giapponese a Washington Nomura Kichisaburo presentò due proposte al governo Americano.
La prima, detta “proposta A”, fu presentata il 6 novembre 1941 e offriva agli Stati Uniti un parziale ritiro delle truppe del Sol Levante dal territorio cinese in cambio della chiusura della controversia sulla guerra sino-giapponese. Essendo a quel tempo gli americani già riusciti a decrittare i messaggi in codice Purple, sistema crittografico che il Ministero degli Esteri giapponese utilizzava per interloquire con le sue ambasciate, erano venuti al corrente dell'esistenza di una proposta di riserva, che i giapponesi tenevano in serbo per il caso in cui gli americani rifiutassero la proposta A. Perciò la proposta A fu respinta dalla Segreteria di Stato americana otto giorni dopo il suo ricevimento.
Il 20 novembre 1941 Nomura presentò la “proposta B”, che implicava la rinuncia da parte del Giappone ad ulteriori azioni militari in cambio della fornitura da parte degli Stati Uniti di un milione di galloni di benzina avio. Tuttavia giunse alle autorità americane in quei giorni la notizia riservata che navi da trasporto militare giapponesi erano in viaggio verso l'Indocina, il che poneva dubbi sulla buona fede del Giappone nel formulare la sua ultima proposta, che fu perciò anch'essa respinta.

## LaHull note
Una prima stesura della nota, denominata modus vivendi, accoglieva in parte quanto i giapponesi chiedevano nella loro proposta B, esigeva il ritiro delle truppe del Giappone dall'Indocina meridionale, senza parlare della Cina, proponeva di ridurre parzialmente il blocco dei beni giapponesi negli Stati Uniti d'America ed offriva al Giappone rifornimenti mensili di carburante per il quantitativo necessario alle sole esigenze civili di quest'ultimo. Il tutto per tre mesi, durante i quali le parti si sarebbero impegnate a trovare una soluzione definitiva dello status dell'area del Pacifico. Bozza della Nota fu inviata al governo inglese presieduto da Winston Churchill ed a quello della cinese di Chiang Kai-shek. Churchill espresse le sue riserve sulla mancanza di condizioni relative alla Cina: secondo lo statista inglese, la Repubblica cinese era allo stremo ed una sua caduta in mano giapponese avrebbe compromesso tutta la situazione nell'Estremo Oriente e gli interessi comuni anglo-americani nell'area a favore dei giapponesi. L'opinione era condivisa dal governo australiano, mentre Chiang Kai-sheck si dimostrò semplicemente furioso. Così la Nota fu modificata nella versione definitiva.
Nel pomeriggio del 26 novembre il Segretario di Stato Americano, Cordell Hull, presentò la sua Nota all'ambasciatore giapponese, ammiraglio Kichisaburō Nomura. Essa consisteva in un preambolo seguito da dieci condizioni, secondo le quali, tra l'altro:
- il Giappone avrebbe dovuto ritirare tutte le sue truppe dall'Indocina francese e dalla Cina
- il Giappone si sarebbe impegnato a riconoscere come unico Governo cinese legittimo e rappresentativo quello della Repubblica Cinese, con sede al momento a Chongqing [quello di Chiang Kai-shek, n.d.r.], ed a non fornire alcun aiuto economico o militare ad altre forze che pretendessero di rappresentare legittimamente la Cina
- gli Stati Uniti e il Giappone si sarebbero sforzati di concludere un patto di non aggressione con Gran Bretagna, Paesi Bassi, Thailandia, Unione Sovietica e Repubblica Cinese

La nota non faceva riferimento invece al Manciukuò, ove già centinaia di migliaia di civili giapponesi avevano posto la loro residenza. Una delle clausole della Nota inoltre conteneva l'implicita esigenza della denuncia, da parte del Giappone, del Patto tripartito stipulato da quest'ultimo con Germania ed Italia il 27 settembre 1940 (benché il Patto in questione non vi fosse direttamente menzionato) Seguivano poi altre clausole ed impegni relativi al libero commercio ed a futuri trattati fra le parti, relativi sempre ai rapporti commerciali.
Allorché il Primo Ministro giapponese, generale Hideki Tōjō (1884-1948), ebbe letto la nota disse ai suoi ministri: «Questo è un ultimatum».

## L'inizio delle ostilità
La forza giapponese di attacco a Pearl Harbor, comandata dal viceammiraglio Chūichi Nagumo era partita il primo mattino del giorno prima (26 novembre 1941, ora giapponese) dalla baia di Hittokappu, di fronte all'isola di Iturup, nelle Curili del Sud. Essa avrebbe potuto essere, fino ad un certo momento, richiamata in patria se le trattative fra le due potenze del Pacifico si fossero accordate, ma, non vedendosi alcun spiraglio in tal senso, il 1º dicembre l'imperatore Hirohito, in una riunione con il Governo giapponese, approvò la guerra contro Stati Uniti, Gran Bretagna e Paesi Bassi, che avrà inizio con l'attacco di sorpresa a Pearl Harbor, alle basi americane di Wake e Guam, alle Filippine ed alla Malaysia.

## Teoria del complotto
Vi sono in Giappone alcuni, fra i quali l'ex Capo di Stato Maggiore della Aeronautica militare giapponese, generale Toshio Tamogami (1948 – vivente), che vedono nella Hull note uno strumento appositamente creato allo scopo di costringere il Giappone a dichiarare guerra agli Stati Uniti ed ai suoi alleati; su questa base costoro sostengono che nella seconda guerra mondiale il Giappone non agì quindi in veste di aggressore.